# Normannsteinquelle
Die Normannsteinquelle ist eine Karstquelle am Südhang des Normannsteins und zugleich ein Naturdenkmal. Die Normannsteinquelle weist eine hohe und kontinuierliche Schüttung  auf. Das Wasser ist klar und wird zum Teil bereits unmittelbar an der Austrittsstelle zu einem Hochbehälter des Städtischen Wasserwerk Treffurt abgeleitet und von dort aus für die öffentliche Trinkwasserversorgung der Stadt genutzt.

## Lage
Die Quelle befindet sich auf dem Gebiet der Altstadt von Treffurt, zugleich am historischen Fußweg zur Burg Normannstein.

## Blobach und Ziddelbach
Die Normannsteinquelle hat sehr große Bedeutung für die Stadtgeschichte. Bereits im Hochmittelalter entstand entlang des Quellbachs die vorstädtische Siedlung. Die Quelle ermöglichte den Betrieb von acht Mühlen, das Bierbrauen im städtischen Brauhaus, das Gerberhandwerk und das Färberhandwerk an der südlichen Stadtmauer. Hierzu wurde ein System aus gemauerten, teilweise überwölbten Gräben und meist offenen Holzrinnen geschaffen, das weite Teile der terrassenförmig angelegten Altstadt erreichen konnte. Die beiden Hauptkanäle sind als Blobach (östlicher Graben) und Ziddelbach (westlicher Graben) bekannt. An den Blobach erinnert heute noch ein Straßenname. Die auf hölzernen Stützen über den Marktplatz geführte Holzrinne vom Blobach war nach dem Ersten Weltkrieg noch in Gebrauch und galt als Sehenswürdigkeit der Stadt.
In der Topographia Hassiae des Matthäus Merian findet sich unter dem Kapitel Drefurt (Treffurt) vermerkt:

„Vnder diesem Schloßberge / zu nächst bey den Ampts-Höfen / springet auß einem / in Steinfelsen tieff gehauenem Gange / ein schöner heller / vnnd starcker Brunn / welcher so bald / nach seinem Außfluß / ehe Er gar hinab / durch die Statt / in die Werra fleust / (so vberall eines Doppelhackens-Schuß weit sein mag) 14. Mühlen treibt.“

## Tourismus
Die Normannsteinquelle war und ist eine Sehenswürdigkeit, zum Teil kann man offene Abschnitte der restaurierten Wasserrinne im Stadtgebiet verfolgen. Um die Quellfassung wurde eine Grünanlage angelegt, wo ein Lapidarium Grenzsteine und Steinkreuze aus der Treffurter Flur vereint.

## Galerie

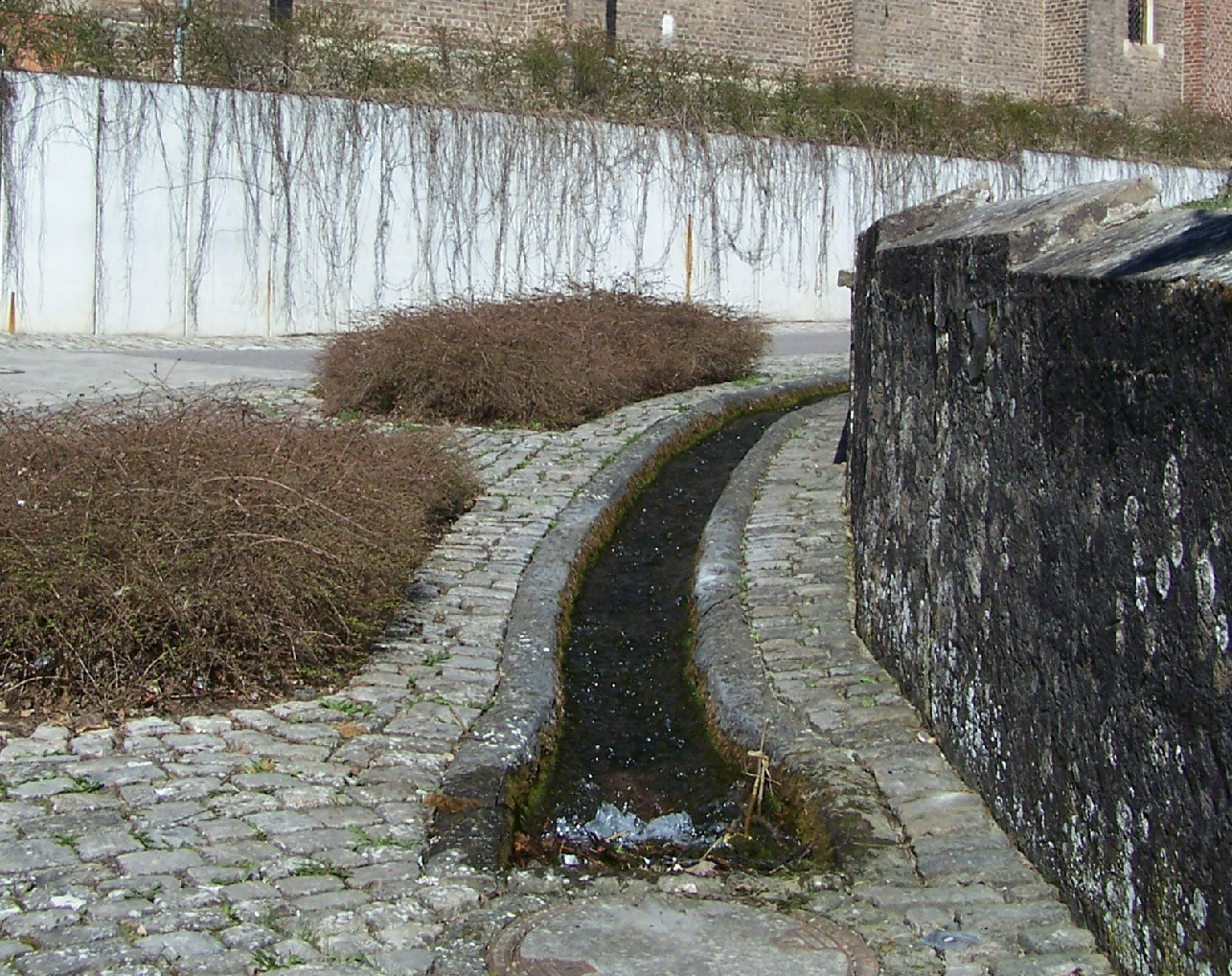
Bei der Katholischen Kirche
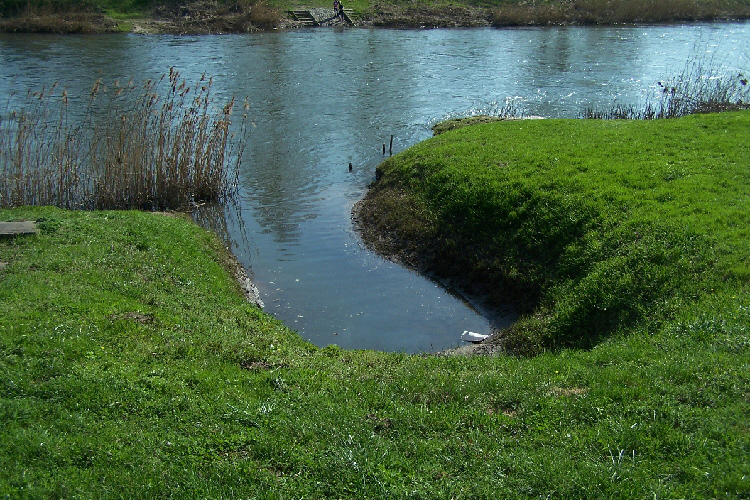
Blobach-Mündung in die Werra